# Жерминальское восстание
Восстание 12-го жерминаля III-го года — народное восстание, произошедшее 1 апреля 1795 года в Париже против политики Термидорианского конвента. Оно было спровоцировано бедностью и голодом в результате отказа от контролируемой экономики после отмены максимума цен во время термидорианской реакции.

## Причины

### Экономический кризис
Падение Робеспьера в конце эпохи террора привело в конце 1794 года к прекращению якобинского дирижизма и возвращению к экономическому либерализму. В преддверии зимы был разрешён свободный импорт зерна. Кроме того, 24 декабря 1794 года был полностью отменён максимум цен.
Отказ от контролируемой экономики несколько оживил импорт, но одновременно спровоцировал ужасную экономическую катастрофу. Цены взлетели, а обменный курс упал. Республика была обречена на массовую инфляцию, а её валюта была обесценена. В августе 1794 г. стоимость ассигнатов составляла 31 % от номинальной стоимости, а в апреле 1795 г. она упала до 8 %. Во время термидора III года (июль-август 1795 года) они стоили уже менее 3 % от их номинальной стоимости. Ни крестьяне, ни торговцы не принимали ничего, кроме звонкой монеты. Катастрофа произошла настолько быстро, что казалось, что вся экономическая жизнь замерла.

### Продовольственный кризис
Помимо экономического кризиса, свою лепту в ухудшение ситуации внёс урожай 1794 года. Из-за климатических условий он был в лучшем случае ниже среднего, а в отдельных регионах (таких, как Иль-де-Франс на севере страны) и откровенно плохим. Массовая мобилизация привела к недостатку рабочих рук для сбора урожая. Чтобы избежать насильственного изъятия продовольствия революционным правительством, крестьяне всячески скрывали свой урожай. Начиная с ноября над Францией нависла угроза голода. Продавцы зерна старались придержать товар, рассчитывая на рост цен весной.
Зима 1794—1795 годов выдалась крайне суровой, какую не видели со времён Великой зимы 1709 года. Оливковые деревья на юге замёрзли, у ворот Парижа появились волки. Дороги были заметены снегом, а реки сковало льдом, что полностью парализовало перевозку всех товаров. В этих условиях правительство было заинтересовано в том, чтобы избежать голода сради наиболее беспокойного населения, в первую очередь Парижа. Комитету общественного спасения удается закупить пшеницу в Прибалтике, Фракии и Магрибе, но лёд сильно мешает разгрузке этих продуктов питания. Поэтому правительство может прибегнуть только к реквизициям и налогам. В конце зимы ситуация критическая. Рынки Парижа и провинций, конечно, снабжаются, но цены непомерные. Нормирование, введенное муниципалитетами, позволяет избежать голода, но с приближением весны пайки не перестают уменьшаться.

### Нарастание протестов
Непреодолимые препятствия, возникшие в результате преждевременного восстановления экономической свободы и природного бедствия, до предела ослабили правительство. Из-за нехватки ресурсов оно стало практически неспособным к управлению, а кризис породил проблемы, которые едва не привели к его краху. Санкюлоты, которые без всяких протестов позволили запрещение якобинцев, оставшись без работы и пропитания, теперь начали сожалеть о режиме II года. Термидорианцы обвиняли монтаньяров в том, что те заставили их восстать от отчаяния.
17 марта делегация из предместьев жаловалась: «Мы на грани того, чтобы начать сожалеть о всех тех жертвах, которые были нами принесены ради революции». «Добропорядочным гражданам», верному ядру Национальной гвардии, было роздано оружие.
Нео-эбертисты, такие как Бабёф, пытались воспользоваться ситуацией, но правительство было начеку. Клубы были закрыты, а последние секции санкюлотов перешли в руки термидорианцев. Народное движение, исчезнувшее после 9 термидора, возродилось, не имея, впрочем, реального направления. 12 марта большой шум вызвал плакат «Люди, проснитесь, пора» (фр. Peuple, réveille-toi, il est temps).

## Восстание

### Накануне восстания
7 жерминаля III года (27 марта 1795 года) в секции Гравилье состоялось незаконное собрание. 10 жерминаля (30 марта) в столичных секциях были проведены общие собрания. Народные секции на востоке города и в пригородах требовали хлеба, выполнения Конституции 1793 года, открытия клубов и освобождения заключенных патриотов. На следующий день делегация секции Кенз-Вен подала эти жалобы в Конвент.
Утром 12 жерминаля (1 апреля) демонстранты собрались на острове Сите. Их возглавлял некто Ван Хек, бывший глава острова, близкий к Тюрио. Среди них находилось множество мужчин и женщин, которые не проживали в Париже и не подпадали под раздачу продовольствия. Это были санкюлоты в основном из пригородов Сен-Антуан, Сен-Марсо, Сен-Жак и секций Терм Юлия, Рынка, Сите и Пуассоньер.
В качестве меры предосторожности комитет общественной безопасности отрядил мюскаденов охранять подходы к Конвенту.

### Вторжение в зал Конвента
12 жерминаля (1 апреля) около 14 часов толпа демонстрантов оттеснила мюскаденов и беспрепятственно вошла в зал заседаний с криками «Хлеба! Хлеба!» и угрожающим шумом. По иронии судьбы, в этот момент Буасси д’Англа по прозвищу «Буасси-Голод» (фр. Boissy-Famine), член Комитета общественной безопасности, отвечавший за продовольствие, докладывал о якобы достигнутых успехах системы снабжения. Монтаньяры, априори благосклонные к движению, повели себя нерешительно и даже предложили демонстрантам покинуть зал, без сомнения, из опасения репрессий. Поднялся страшный шум; монтаньяры и термидорианцы обвиняли друг друга. Лежандр с трибуны безуспешно пытался призвать всех к порядку. Ван Хек поднялся на трибуну и изложил жалобы протестующих. Он апеллировал к воспоминаниям о восстаниях 14 июля, 10 августа и 31 мая, и требовал хлеба, конституции 1793 года, освобождения патриотов, пострадавших от термидорианской реакции, и наказания Фрерона и его «золотой молодёжи». Затем другие секции огласили свои претензии.
Президент Андре Дюмон, термидорианец, близкий к роялистам, безуспешно пытался успокоить демонстрантов пустыми словами. Когда Дюмон обвинил в разжигании восстания роялистов, монтаньяр Шудьё сказал, указывая на него: «Роялизм? Он тут!» За это время большинство правых депутатов покинуло зал.

### Восстановление порядка
Однако пока демонстранты тратили время на болтовню, Комитет общей безопасности отреагировал и призвал лояльные батальоны буржуазных западных секций. К концу дня они собрались вокруг здания Конвента. Комитет также приказал ударить в набат, оповещая о тревожной ситуации.
Около шести часов Лежандр возглавил группу примерно в триста мюскаденов, к которым присоединились несколько солдат под командованием Пишегрю. Затем бывший дантонист вторгся в здание и оттеснил демонстрантов под песню «Народное пробуждение», гимн термидорианцев. Те отступили, не оказав никакого сопротивления. После этого заседание Конвента возобновилось.
За это время комитеты, собравшиеся вокруг Камбасереса, приняли радикальные решения, в частности арестовали депутатов, причастных к беспорядкам. Было решено немедленно их депортировать.
Город был серьёзно взбудоражен; секции Пантеона и Ситэ объявили о бессрочном заседании; когда Оги и Пеньер отправились в свой штаб, первый был арестован и ранен, а во второго стреляли. Тринадцатого продолжалась агитация в секции Кенз-Вен. Предыдущей ночью Конвент установил в Париже военное положение и передал управление городом Пишегрю, который случайно оказался там с войсками, а Мерлен и Баррас были назначены ему в помощь.

## Реакция
Основным результатом восстания было дальнейшее усиление политической реакции. Конвент немедленно проголосовал за депортацию Колло, Бийо, Барера и Вадье в Гвиану без суда и следствия. Восемь известных монтаньяров были арестованы, включая Амара, Бурдона, Камбона, Левассёра, Менье, Лекуантра и Тюрио, которые стояли у истоков термидорианской реакции; это был показатель того, насколько сильно Конвент желал покончить с прошлым.
13 жерминаля (2 апреля) толпа безуспешно пыталась освободить Колло, Бийо и Барера (Вадье удалось скрыться, и его так и не арестовали).
Основная тяжесть репрессий легла на санкюлотов. В Париже было объявлено осадное положение, и многие лидеры восстания были арестованы. В ночь со 2 на 3 апреля в секции Кенз-Вен начались волнения, но Пишегрю без труда подавил их. 10 апреля под давлением секций Конвент приказал разоружить в Париже и в провинции всех, кто играл ведущую роль в терроре. Разоружение означало резкое снижение социального статуса, поскольку закрывало дорогу к участию в общественной деятельности и сильно ущемляло гражданские права. По оценкам, только в Париже от этого пострадали около 1600 санкюлотов. В провинции указ от 10 апреля часто служил сигналом к аресту и судебному преследованию бывших террористов. В Лионе и на юго-востоке он, вероятно, спровоцировал резню в тюрьмах.

## Восстания в провинциях
В начале апреля вокруг Парижа также начались голодные бунты — отчасти следуя за политическим движением в столице, но в основном из-за того, что оттуда в Париж были экспроприированы все продукты питания.
В разных регионах протест принимал различные формы. Между 2 и 5 апреля в Руане и Амьене восставшие скандировали «Хлеба и короля». 6 апреля восставшие секции Сен-Жермена требовали хлеба и конституцию 1793 года. В голоде были обвинены термидорианцы; восстания начали приобретать всеобщий характер.
Месяц спустя нехватка продовольствия превратилась в голод, что привело к прериальскому восстанию (20 мая), последнему в столице до вандемьерского мятежа и июльской революции 1830 года.

### Комментарии
1. ↑  Бывший и будущий председатель Комитета общественного спасения, член Комитета по законодательству, Камбасерес тогда был одним из самых влиятельных людей в правительстве.